# Catedral de Worms

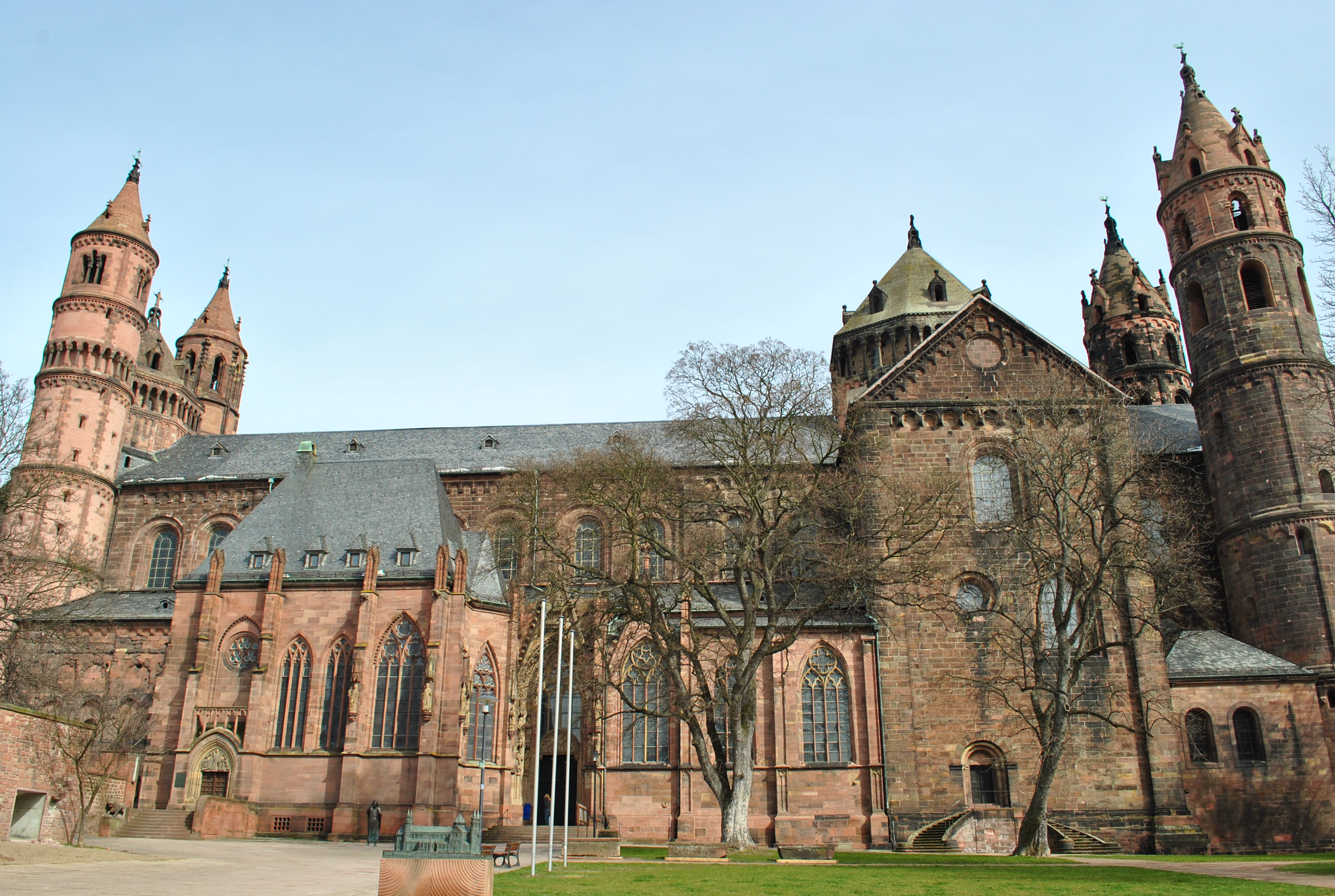
La catedral de san Pedro: fachada meridional

La catedral de san Pedro (en alemán: Wormser Dom) es una iglesia católica y anterior catedral en Worms, Alemania meridional. La catedral se encuentra en el punto más alto de la ciudad interior de Worms y es el edificio más importante de estilo románico en Worms. Se la relaciona principalmente con el obispo Burcardo y el momento álgido de la historia de Worms en los siglos XII y XIII.
Es una iglesia tardorrománica que, junto con la catedral de Maguncia, repite bastante fielmente el esquema arquitectónico de la catedral de Espira: planta basilical, tres naves con intercolumnios simétricos con "sistema obligado". Con esas dos catedrales románicas de Maguncia y Espira, constituye una de las llamadas catedrales imperiales (Kaiserdome) de Renania-Palatinado.
Fue la sede del principado-obispado de Worms católico hasta su extinción en 1802, durante la Mediatización alemana. Después quedó con el estatus de iglesia parroquial. Sin embargo, ahora tiene la consideración de basílica menor católica desde el 12 de noviembre de 1923, por el papa Pío XI.
La mayor parte de la catedral se terminó para el año 1181, sin embargo, el coro occidental y la bóveda se construyeron en el siglo XIII, el elaborado portal meridional fue añadido en el XIV, y la cúpula central se ha reconstruido.

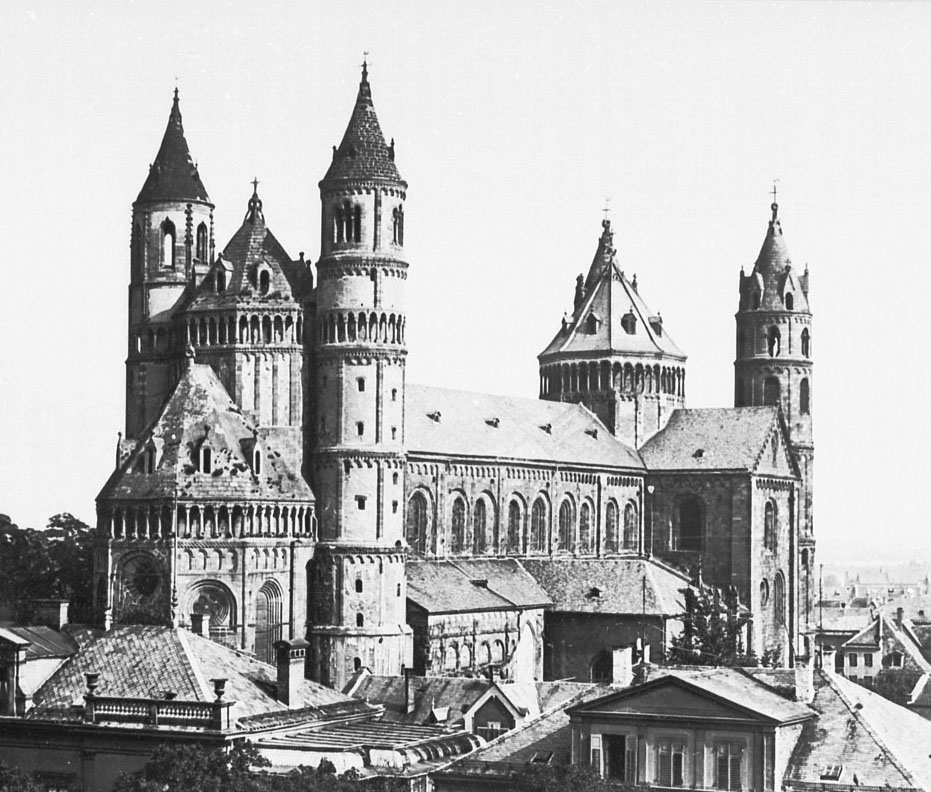
La catedral de san Pedro antes de 1901

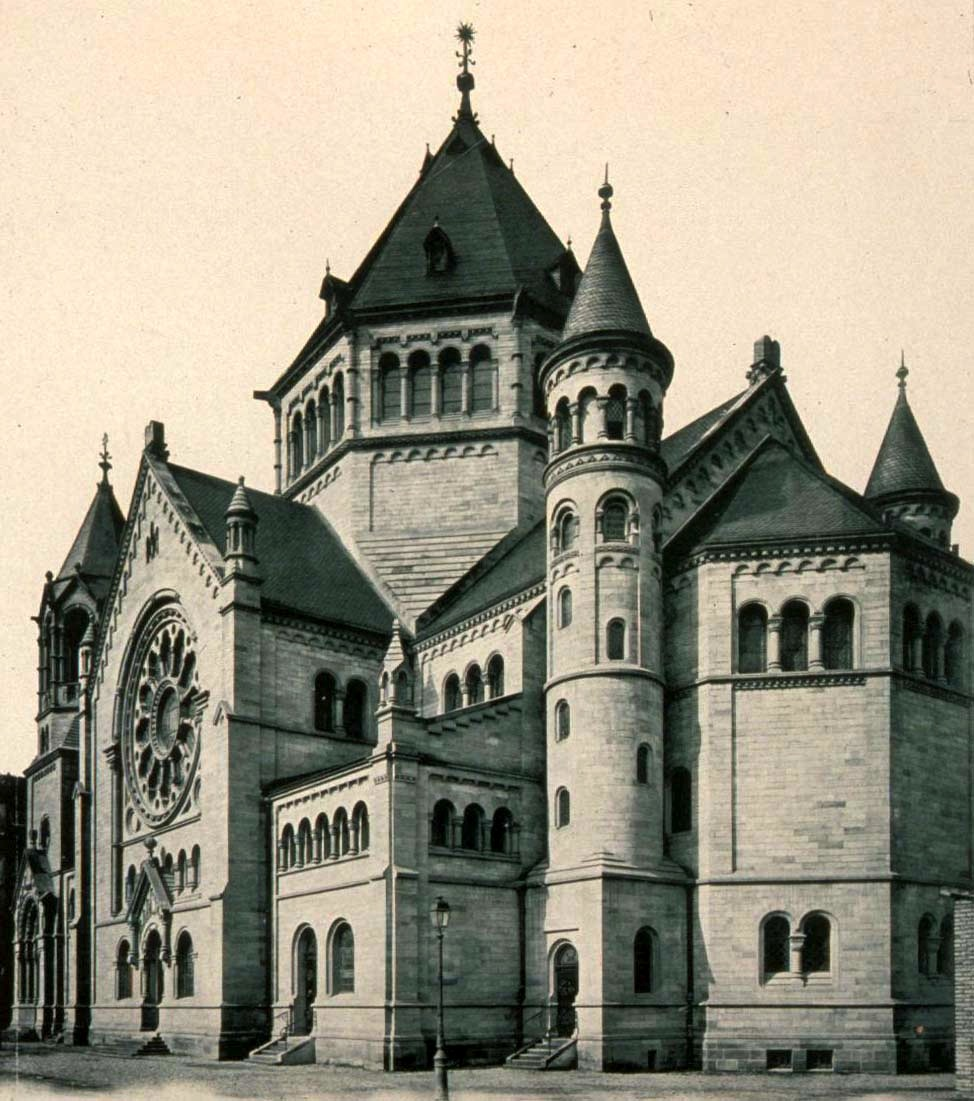
La sinagoga de Estrasburgo, que siguió el modelo de la catedral de Worms.

Grandes acontecimientos es lo que hace que sea más relativo relacionados con la catedral fueron, la nominación de León IX como papa en 1048, el concordato de Worms que terminó con la querella de las investiduras en 1122, el matrimonio del emperador Federico II con Isabel de Inglaterra en 1235 y la dieta de Worms en 1521, en la que Martín Lutero fue condenado como hereje.

## Historia

### Antes de la catedral

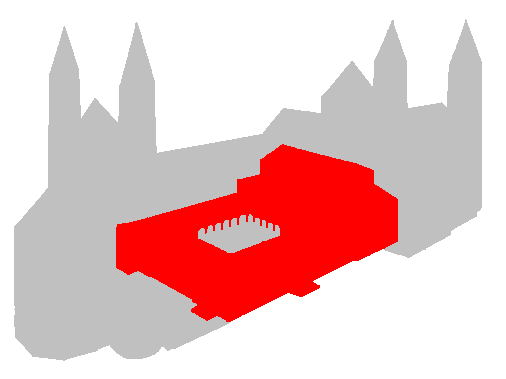
La actual estructura en comparación con el antiguo foro romano
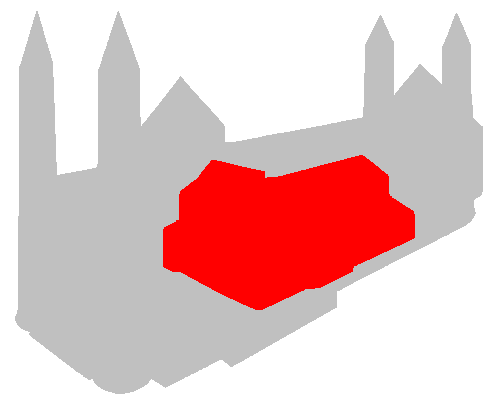
La actual estructura comparada con la basílica merovingia
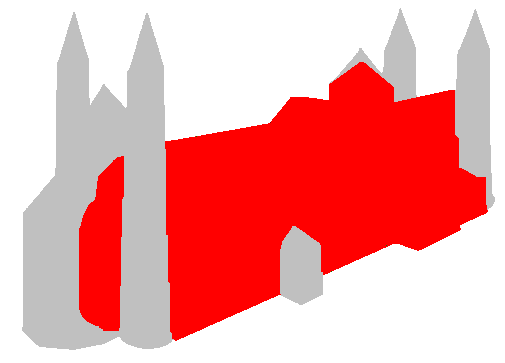
La actual estructura en comparación con la catedral del obispo Burcardo de Worms

La catedral de San Pedro se encuentra en la colina más alta de la ciudad. Puesto que esta colina quedaba a salvo de las inundaciones, había estado habitada por la gente desde el III milenio a. C. A los habitantes celtas le sucedieron la tribu germánica de los vangiones, por los que la zona alrededor de Worms recibió el nombre de Wonnegau. Fueron conquistados por los romanos, quienes establecieron un centro comercial y una zona de templos en la colina. El declive del imperio romano llevó al abandono de la guarnición romana en Worms en el año 401. Doce años más tarde, los burgundios tomaron Worms después de asentarse en el imperio, con la tarea de proteger sus fronteras. Cuando se independizaron del dominio romano, en el año 435, fueron derrotados en batalla. Un año después, los hunos cruzaron el Rin y masacraron a la mayoría de los burgundios.

### Iglesia de Brunegilda
Después de la batalla de los campos catalaunicos, los francos llegaron al valle del Rin y tomaron Worms por la fuerza. Al mismo tiempo se convirtieron al cristianismo. Cuando el reino franco se dividió en tres partes bajo los merovingios, Worms perteneció a Austrasia. Después de que los gobernantes de Austrasia y Neustria se casaron cada uno con la hermana del otro, estalló una guerra, lo que llevó a la muerte de ambos gobernantes y una de las hermanas. La viuda del gobernante de Austrasia, Brunegilda vivió en Worms alrededor del año 600. Ella y su sucesor, Dagoberto I hicieron construir una iglesia en lo alto, sobre el fundamento del foro romano, según las fuentes medievales. Esta iglesia fue la predecesora del edificio actual. No hay evidencia arqueológica de esta iglesia. Las excavaciones que se llevaron a cabo a comienzos del siglo XX sugieren un predecesor bastante más grande, construida (dado su tamaño) probablemente por los carolingios. Si esto era una expansión del edificio merovingio o no, es algo que no queda claro.

### Catedral del obispo Burcardo de Worms

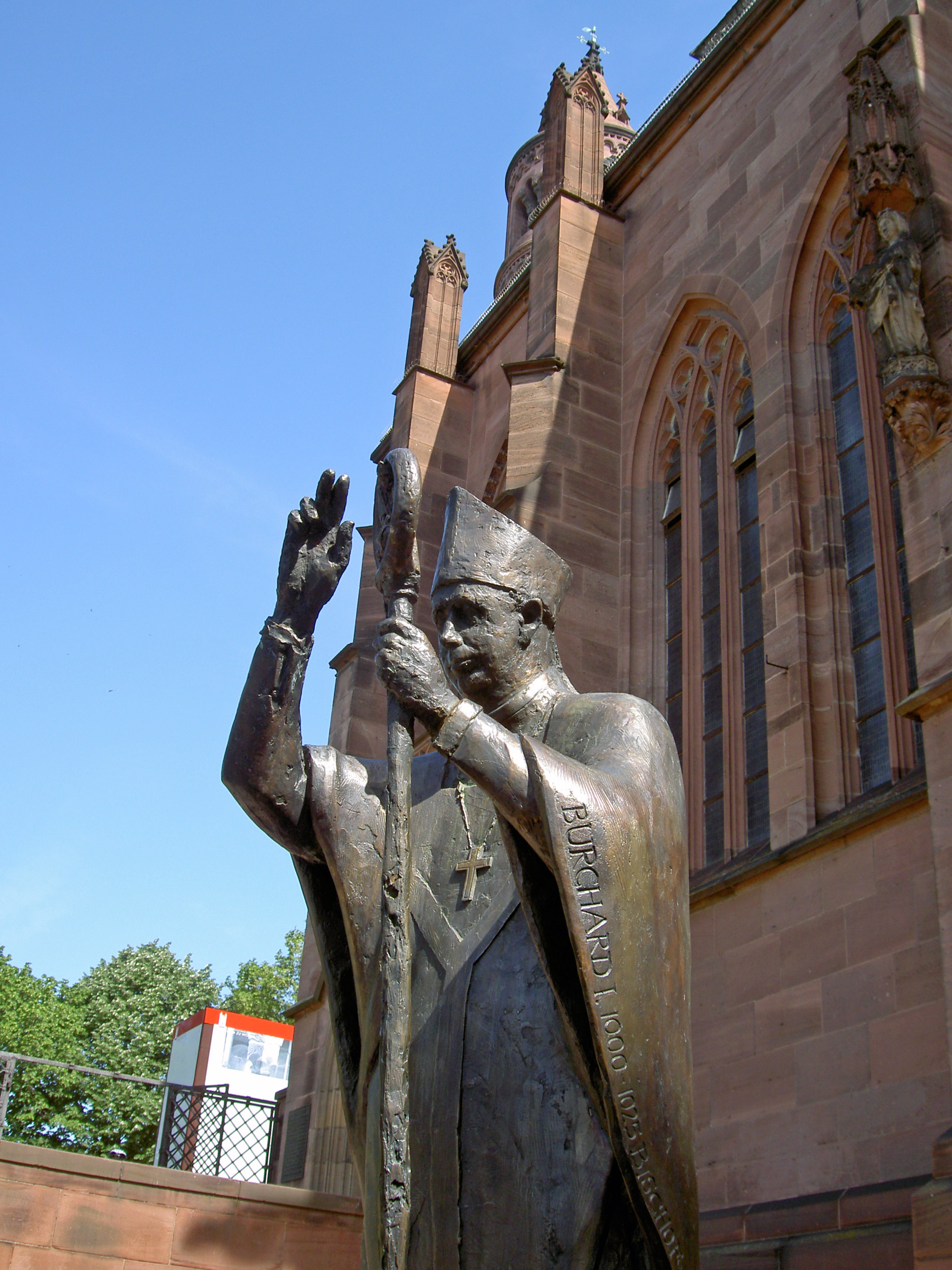
El obispo Burcardo de Worms

Bertulfo fue el primer obispo conocido de Worms en 614. Se planeó una nueva iglesia, con las dimensiones del edificio actual, bajo el obispo Burcardo de Worms a comienzos del siglo XI. Logró convencer a los salios para que abandonaran su fuerte en la ciudad, sobre el que erigieron el Stift de Paulus desde 1002/3. La antigua catedral fue demolida y empezó al mismo tiempo la construcción de una nueva. Era una basílica con forma de cruz, con dos coros semicirculares, construida con orientación este-oeste. En 1018, la catedral fue consagrada con la presencia del emperador, pero la parte occidental del edificio se derrumbó solo dos años más tarde y tuvo que ser reconstruido. La iglesia tenía un tejado plano de madera. Según la biografía de Burcardo, la catedral fue magníficamente dotada en los años 1030 y años 1040. Así se mencionan columnas con capiteles dorados (que no pudieron ser las principales columnas de la iglesia). Lo más probable es que la catedral de Burcardo fuera una basílica de una sola planta, pues no se han encontrado restos de columnas (algo difícil de adquirir en el siglo XI de cualquier modo).
Sólo sobrevivieron, en la posterior reconstrucción los cimientos de las torres occidentales y el tesoro al norte del coro, que fue probablemente construido a finales del siglo XI.
En 1110, la catedral fue consagrada por segunda vez. Probablemente hubo más daño, que probablemente se eliminaron después de esta consagración renovada.

### Catedral del obispo Burcardo II de Worms

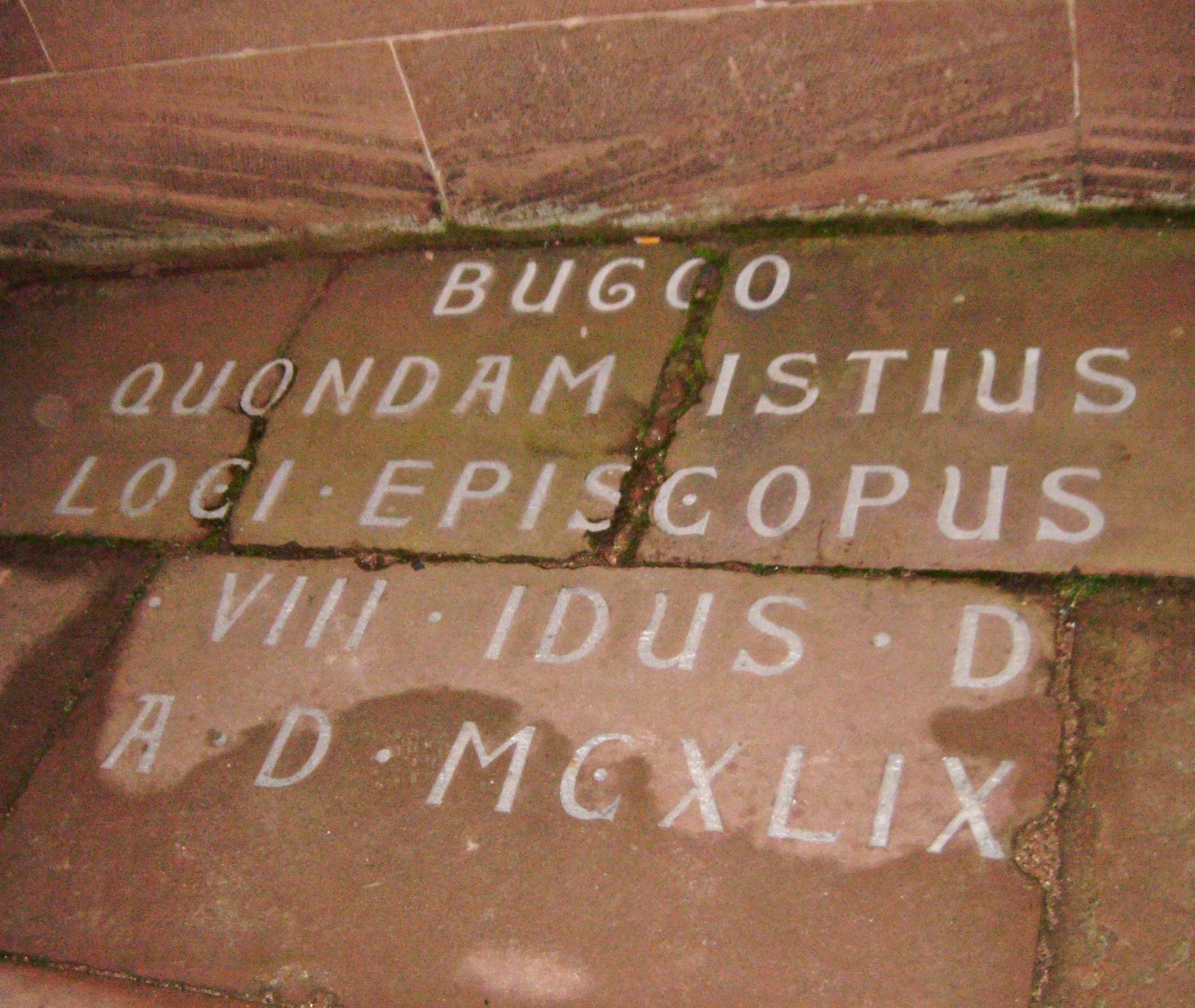
Inscripción en la tumba de Burcardo II, en la parte exterior de la catedral

Fue iniciada en 1125. La reconstrucción del siglo XII dio como resultado, esencialmente, la actual catedral. Alrededor de 1130, probablemente porque había más daño en el edificio, el obispo Burcardo II comenzó la demolición de la iglesia construida por su predecesor Burcardo I y la construcción de una nueva iglesia. Toda la obra oriental con sus torres y la cúpula se terminaron alrededor del año 1144.
El claristorio es de 1160. La nave y el lado occidental se erigieron entre 1160 y 1181 por los sucesores de Burcardo, Conrado I y Conrado II. Para la consagración del 1181 también el coro occidental estaba completo. Conrado II consagró la capital el 2 de mayo de 1181. La catedral tiene los rasgos del estilo románico tardío, como por ejemplo estar totalmente cubierta de bóvedas y está decorada de acuerdo con la influencia cisterciense-borgoñona. Varios edificios religiosos de la zona siguen el modelo de la decoración de la catedral, hasta el punto de que podría hablarse de un «estilo Worms». Adicionalmente, la elevación recuerda a las catedrales imperiales de Espira y Maguncia. El progreso gradual de la reconstrucción puede fijarse mediante la dendrocronología. Fueron donadas lámparas para el coro occidental en 1172 y el obispo Conrado II fue enterrado aquí en 1192. En tiempos anteriores, la Johanneskirche se alzaba en el lado sur de la catedral y servía como iglesia parroquial y capilla bautismal, hasta que fue demolida en 1812.

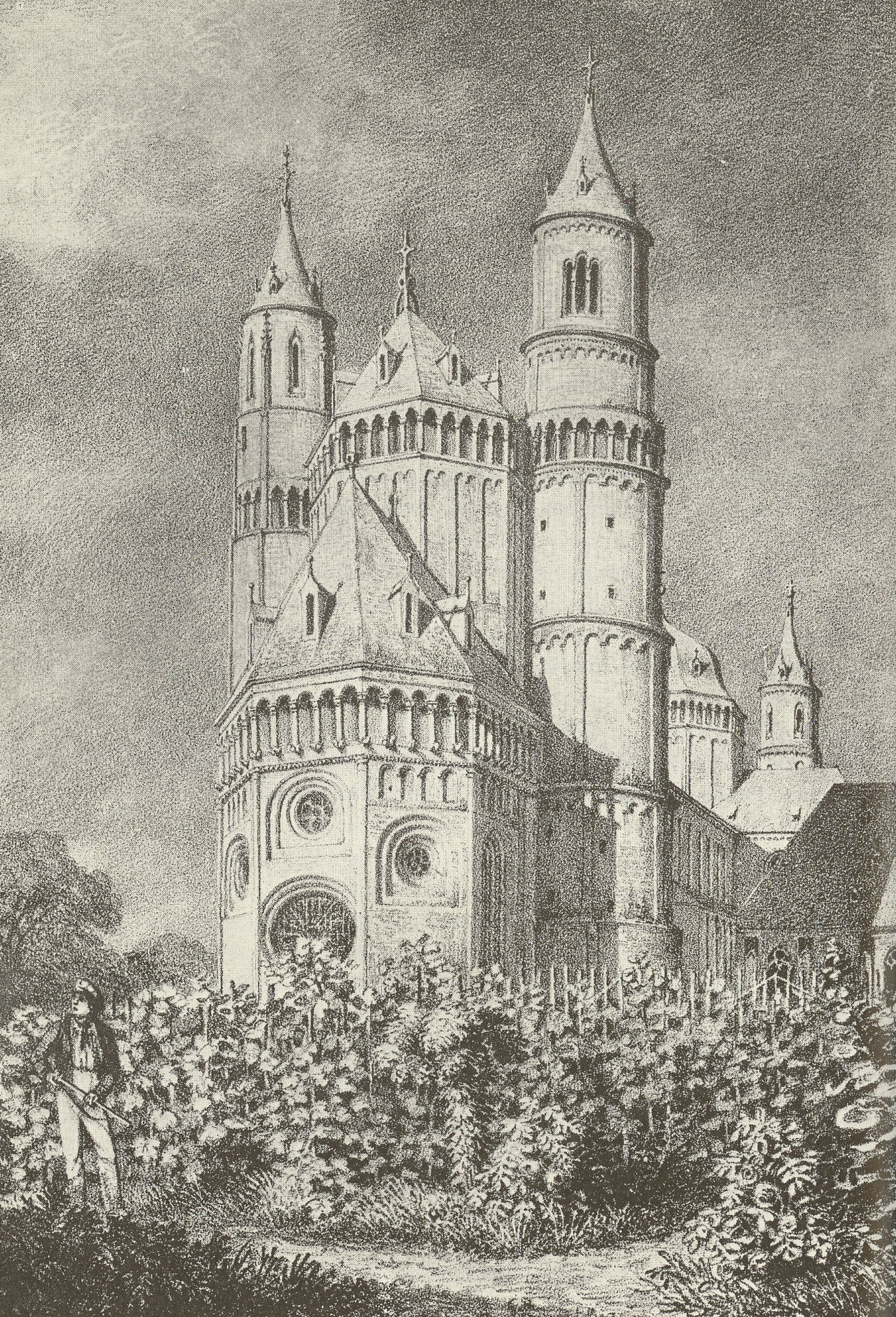
Fachada oeste, en 1824.

La ciudad y su catedral fueron sedes de eventos importantes, entre los que se puede mencionar el Concordato de Worms en el año 1122 que puso fin a la querella de las Investiduras. Federico I Barbarroja (1152-1190) favoreció de manera particular a esta catedral. En 1156 su mujer Beatriz de Burgundia fue coronada reina en la catedral y los esposos donaron a la Iglesia una reliquia de san Nicolás de Bari. En 1184 Barbarroja concedió el privilegio de ciudad libre a Worms. En 1235 se casó allí la princesa Isabel de Inglaterra.

### Renovaciones de Johannes von Dalberg
Alrededor de cien años después de la tercera consagración, se empezó la construcción de la capilla de san Nicolás. Se construyó un nuevo portal meridional, al este del cual se construyeron otras dos capillas más, una para santa Ana y otra para san Jorge, en el primer cuarto del siglo XIV. Ya que parte de la torre noroeste se derrumbó en 1429, se reconstruyó hasta 1472. La torre resultante tiene algunos detalles góticos tardíos pero se adhirió estrictamente a la forma original de la torre, haciendo de ella un ejemplo extremadamente temprano de restauración conservadora. La capilla de Egidio, hoy dedicado a María, fue construida en la parte oriental de la nave del lado septentrional en 1480/1485.

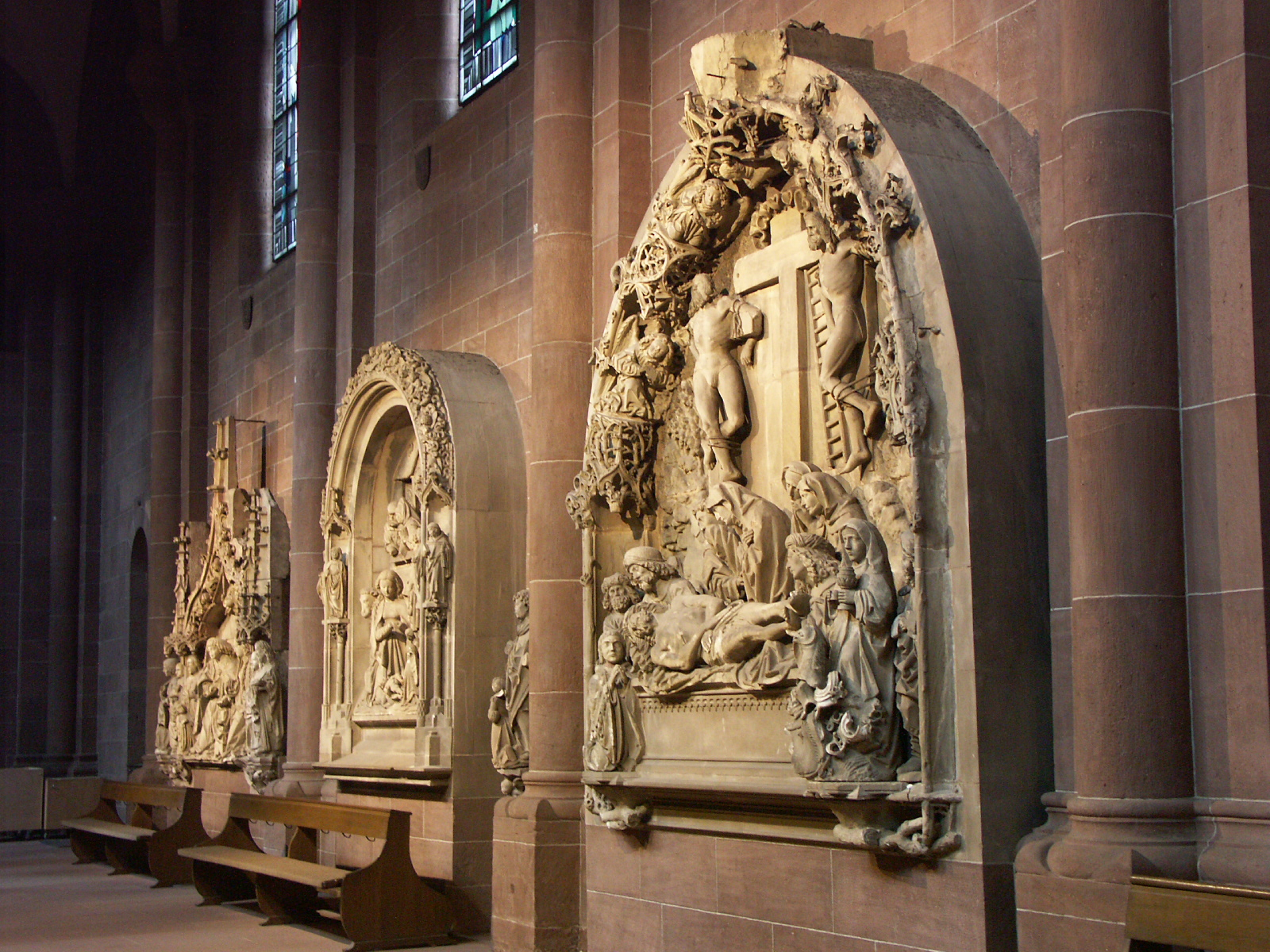
Relieves góticos de los claustros abandonados

Hacia final de siglo, bajo el obispo Johann von Dalberg, se renovaron los claustros románicos (oeste de la capilla de san Nicolás), dando como resultado cinco monumentales relieves góticos tardíos sobre la vida de Jesús que actualmente se encuentran ubicados en la nave del lado norte de la catedral: el árbol de Jesé (1488), la Anunciación (1487), el nacimiento de Jesús (1515), el entierro (h. 1490) y la resurrección (h. 1490). Un sexto relieve representando la crucifixión probablemente se perdió en la destrucción de 1689. En el Andreasstift hay cuatro grandes dovelas del centro de unos 88 centímetros de diámetro decoradas con escudos, que proceden de los claustros y fueron donadas por el obispo Ruprecht de Regensberg, y los canónigos Philipp von Flersheim, Erpho von Gemmingen y Wilhelm von Stockheim. Otra dovela del claustro perteneciente al arzobispo de Colonia y Magister scholarum Hermann IV de Hesse se encuentra hoy sobre la entrada de la iglesia de la abadía de Neoburgo en Heidelberg. La piedra angular de los claustros del año 1484, que se creyó perdida, se encontró al limpiar el lapidarium de la catedral a finales de febrero de 2014.

### Desde la reforma protestante hasta la Revolución francesa
La importancia de la diócesis y la catedral de Worms deriva de la dieta de Worms en 1521. Poco después de la dieta, algunas congregaciones de Worms se convirtieron al luteranismo. En 1556, todas las parroquias en el Palatinado siguieron el ejemplo.
Durante la guerra de los treinta años, las tropas suecas fueron dueñas de la ciudad entre 1632 y 1635 y la catedral fue usada para servicios protestantes.
En la guerra de los nueve años, Heidelberg, Mannheim, Espira y Worms fueron devastadas por orden del rey Luis XIV. Las iglesias fueron saqueadas. El destino de la ciudad fue sellado el 31 de mayo de 1689 cuando las tropas francesas la destruyeron y, tras un primer intento, incendiaron también la catedral. Las bombas colocadas en el interior no explotaron, a excepción de dos que hicieron caer parte del techo, pero sí que quedó seriamente dañada por el fuego. El obispo Franz Ludwig von Pfalz-Neuberg hizo restaurar la catedral en 1698. Algunos elementos barrocos datan de esta época, como las ventanas y la cámara de plata y el altar mayor de Balthasar Neumann.
La renovación de la catedral fue invalidada por tropas revolucionarias francesas. A finales del año 1792, Espira, Worms, Maguncia y Fráncfort del Meno fueron saqueadas por tropas revolucionarias. Sirvió como establo y taberna. Entre 1818 y 1830 se demolieron los claustros y las piedras procedentes de ellos fueron subastadas.

### Renovación 1886–1935

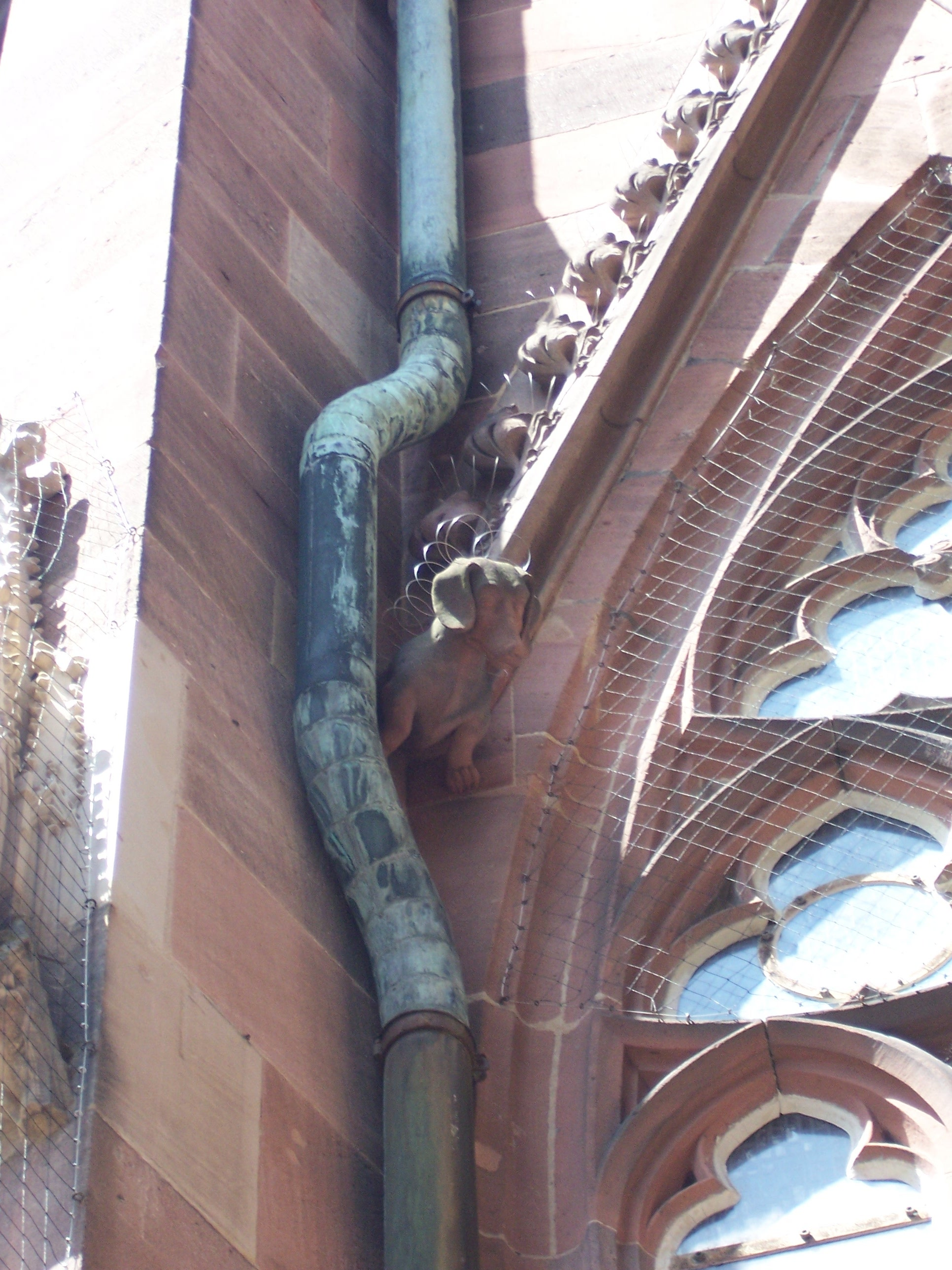
Estatua Dachshund en el portal meridional, 1920

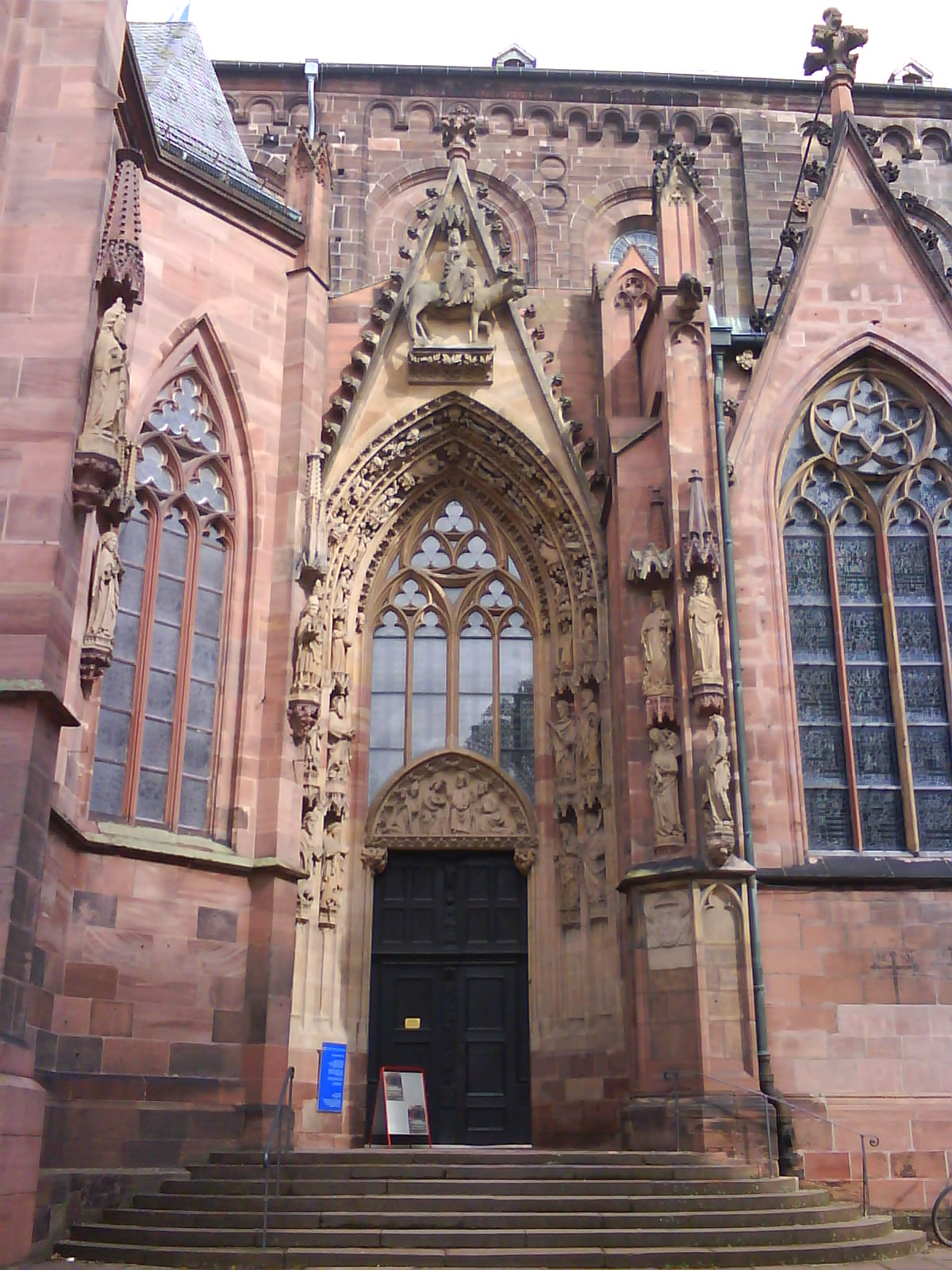
Portal meridional

El renovado interés por el románico que se tuvo en el siglo XIX llevó, no solo para Worms sino también para Espira y Maguncia, a varios ciclos de restauraciones, entre los que, para Worms tocó la total demolición y reconstrucción del coro occidental.
Una renovación total de la catedral de san Pedro no empezó hasta 1886. Debido a la debilidad estructural y al daño sufrido por el incendio de 1689, el coro occidental tuvo que ser reconstruido por completo. Se dio gran importancia a reutilizar tanta piedra original como fuera posible. En el muro exterior esto se llevó tan lejos que hoy todo salvo una pequeña porción de las viejas piedras están en su ubicación original. En el muro interior, tuvieron que usarse grandes piedras planas y se reconstruyó fielmente. El doselete agudamente doblado sobre el rosetón central no fue reconstruido pues se le acusaba de los problemas estructurales. Hoy los doseletes van perpendiculares al borde del rosetón y lo enmarcan claramente. Las renovaciones generales, que también incluyeron la renovación de la capilla de san Nicolás, la reconstrucción de todo el suelo y el añadido de una cripta enteramente nueva para las tumbas de los salios bajo el coro alto, solo se terminaron en 1935.
En el curso de las obras de renovación, en 1920 el arquitecto jefe, Philipp Brand, estaba en el andamio cuando atacó un dachshund, e intentó morderlo en la pierna. Se hizo a un lado y como resultado de ello se libró de una piedra suelta que cayó, matando al perro. En la parte izquierda superior del portal meridional, en el borde de la ventana en la esquina izquierda hay una estatua del dachshund – Philipp Brand hizo que se instalara allí como un pequeño recuerdo.
En el bombardeo aliado del 21 de febrero y 18 de marzo de 1945, la catedral fue dañada por una bomba, que no afectó al interior. El tejado ardió pero las bóvedas permanecieron intactas. Las restauraciones tras la guerra fueron concluidas en 2002.

## El edificio
La catedral es una pier-basilica con dos coros y un transepto. Hay una torre central en el crucero, otra sobre el coro occidental. Ambos coros están flanqueados por dos torres con escalera redondas. La nave tiene bóveda de diferentes tipos: la nave central tiene bóveda de crucería, mientras que las laterales tienen bóvedas de arista. El ábside del coro occidental toma la forma de un octógono y está decorada con varios rosetones.
La estructura está hecha con arenisca local de color rojo. Las paredes son de un color semejante aunque más ligero. La torre sobre el crucero es idéntica a la de Espira que fue construida un poco antes. El portal norte lleva, sobre sí, un grabado con un bronce de Federico I Barbarroja y el escrito medieval, de una exención de impuestos que este emperador concedió a los ciudadanos de Worms en 1184.
El conjunto del ábside occidental con las torres angulares que la dominan es la más famosa realización del período románico. Entre las torres circulares de la época de Burcardo, la torre del coro se alza sobre el ábside. Tiene un matroneo a la misma altura de las torres circulares, y un techo de piedra con ventanas con tragaluz. Los mismos motivos arquitectónicos se repiten en el coro que está abajo y que le sirve de eco. En la base de las columnas, hay figuras humanas y animales. Los capiteles están hechos de hojas largas envueltas, muy particulares, llamadas capiteles de Estrasburgo. Aun cuando, a la luz de la reciente datación, tal diseño podría haber aparecido primero en Worms.

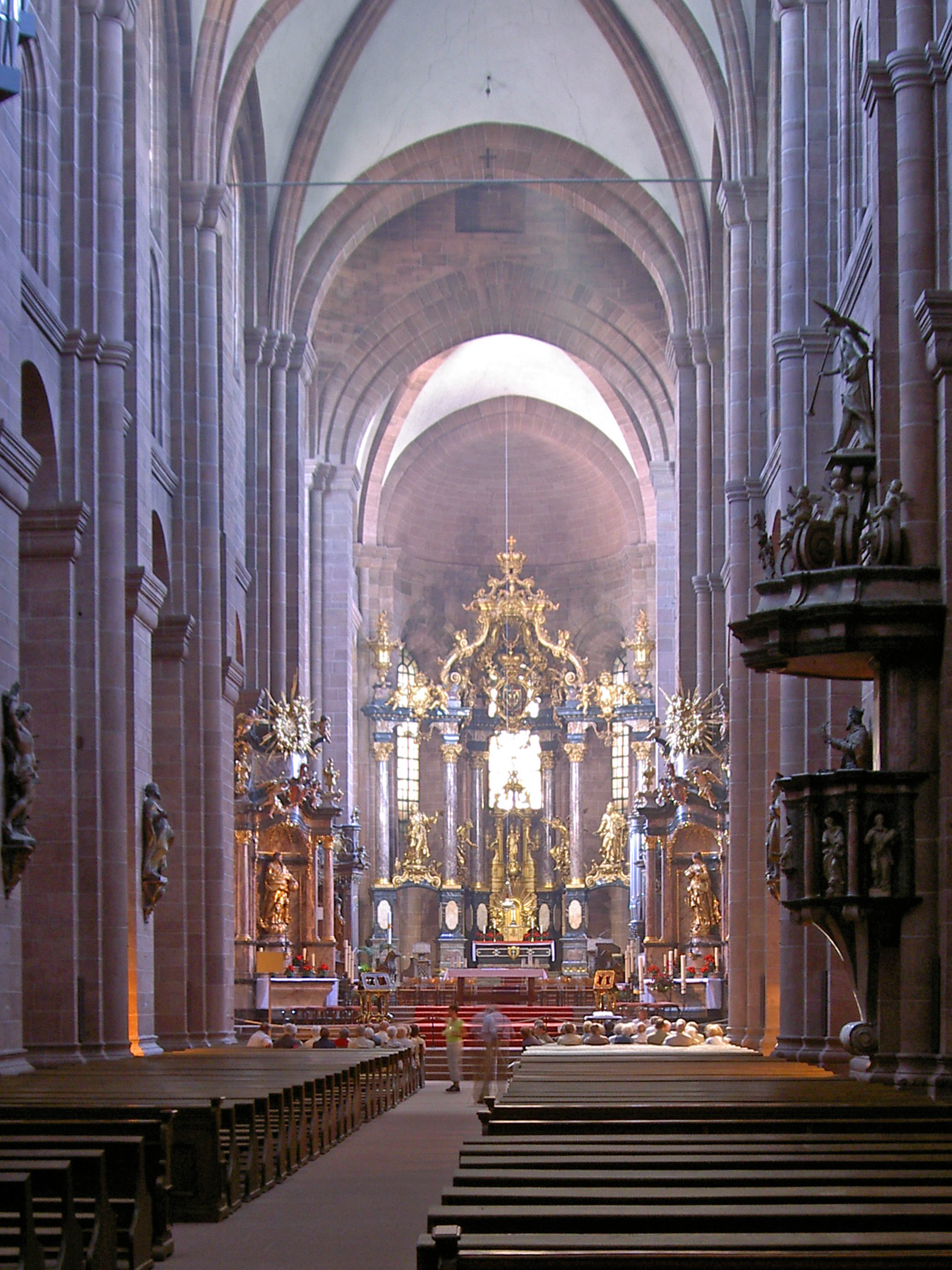
Vista del interior de la nave.

El portal gótico de la capilla de san Nicolás muestra al santo protector de los marinos y condenados a muerte. El portal sur, gótico también, tiene estatuas ricas en simbología. La luneta tiene una imagen de la Virgen María.
Fuera tiene seis torres, cuatro laterales cilíndricas y dos sobre el eje central, octagonales, una al lado occidental y la otra sobre el crucero, lado este. La iglesia tiene un doble ábside a los lados oeste y este y la cripta hacia el oriente. El color rojo oscuro de la piedra y las ventanas más pequeñas que las de Espira hacen que el interior sea menos luminoso y recogido.
La torre del crucero coge luz sea de los tragaluces sobre la bóveda octagonal que de pequeñas ventanas en correspondencia del matroneo. El lado interior es idéntico a la catedral de Espira. Las bóvedas de la nave tiene una altura de 27 metros. Una serie de arcos ciegos o mejor de falsas ventanas poco profundas separa la parte más alta de los arcos de la nave central del claristorio. Los pilares fueron menos elaborados que en Espira. Los que no sostienen los intercolumnios son simples. Los demás tienen semicolumnas y lesenas poco acentuadas que se unen a tres “costoloni” de la bóveda. Una cornisa también poco acentuada está presente sobre los arcos de la nave.
Hay una asimetría entre el lado norte y el sur. En el primero, las largas lesenas de los pilares que no soportan la bóveda se interrumpen, descienden del claristorio, a la altura de la cornisa bajo los arcos ciegos, mientras que en el lado sur las lesenas continúan hasta unirse con la cornisa de la unión del pilar con los arcos de la nave. Se notan diferencias también a lo largo del mismo lado de la nave. Hay también diferencias en los arcos ciegos bajo el claristorio. Todo esto no es fruto de cambios de intención durante la construcción sino del querer no crear un efecto repetitivo a lo largo de la nave o quizás también para reducir las reverberaciones acústicas. Capiteles discretos están en la unión de los “costoloni” de la bóveda. También en la unión de los arcos de la nave presenta una “sagomatura”. Ventanas alargadas con vitrales muy coloridos están en las paredes externas de las naves laterales.
La catedral de Worms se caracteriza también por la presencia de representaciones de animales esculpidos en piedra.
Vista exterior del conjunto realizado en sillares de piedra con función religiosa. Tiene planta de cruz latina y tres naves, siendo la nave central el doble de ancha que las naves laterales. Apreciamos que a los pies del conjunto dos torres que flaquean la entrada que está rematada con una estructura triangular y la fachada lateral por una estructura triangular. En el cabecera nos encontramos parecido a la entrada, una estructura triangular que sería el altar flanqueado por dos torres. La cubierta es a dos aguas y el transepto rematada por una estructura poligonal decorado con arcos de medio punto ciegos.

### Vidrieras
Como resultado de la explosión de Oppau el 21 de septiembre de 1921, no queda nada de las vidrieras medievales.
El vidrio contemporáneo de la catedral es bastante variado. Lo hay simple transparente o lechoso en los transeptos, complejas vidrieras pictóricas, especialmente en las capillas, como las vidrieras coloreadas de Heinz Hindorf en la capilla de María, que presenta escenas de la vida de la Virgen y los Santos auxiliadores (1986–1988), y el Geschichtsfenster (1992) en la capilla de san Jorge, que representa la historia de la diócesis de Worms en 20 escenas, desde el primer obispo conocido, Víctor, en 345 a la destrucción de la ciudad en la Segunda Guerra Mundial. Una afirmación política inusual se encuentra en la representación de la central nuclear de Biblis como la Torre de Babel en una serie de ejemplos de la pecaminosidad humana.

### Enterramientos

#### Sarcófagos en la cripta
Cuatro príncipes salios fueron enterrados en el espacio del altar de la iglesia franca y luego se construyó por encima. Otros cinco más les siguieron para 1046. Estos son los antepasados y los parientes del emperador Conrado II:

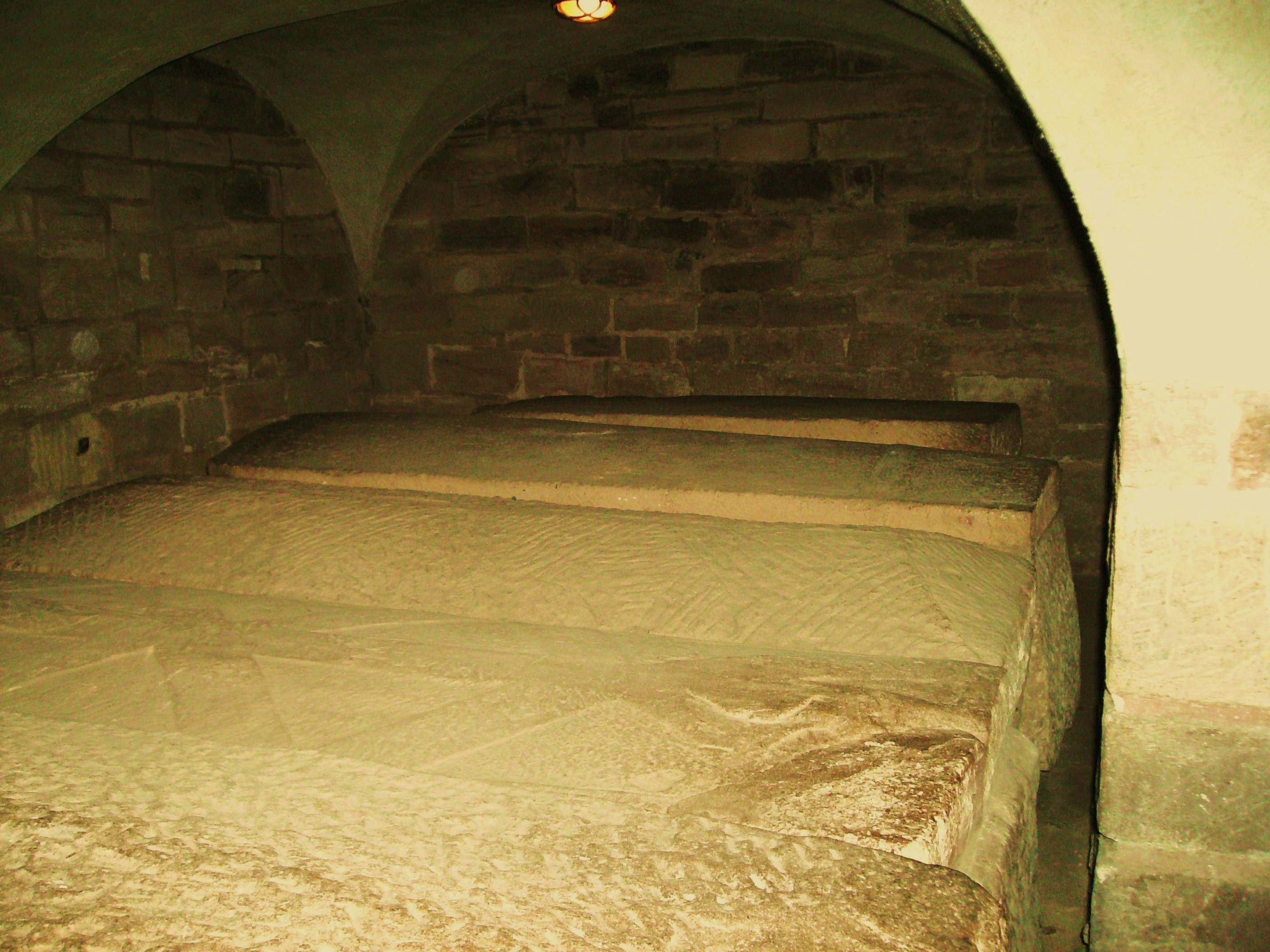
Cripta salia, lado izquierdo

1. Conrado el Rojo, duque de Lorena (Bisabuelo) m. 955,
2. Judit, duquesa de Carintia, m. 991,
3. Enrique, conde de Wormsgau (padre), m. 990/991,
4. Judit (hermana), m. 998,
5. Conrado I, duque de Carintia (tío) m. 1011
6. Matilda (esposa del anterior) m. 1031/32,
7. Reina Matilde m. 1034, consorte de Enrique I de Francia e hija de Conrado II (transferida a Worms en 1046),
8. Conrado II, duque de Carintia primo, hijo de Conrado m. 1039,
9. Obispo Azecho, sucesor del obispo Burcardo, m. 1044.

Estos sarcófagos se han ubicado en una cripta especialmente construida desde comienzos del siglo XX.
Puesto que el nivel del suelo en el transepto y el coro oriental queda a seis metros por encima del nivel del suelo, uno debe asumir que había una cripta por debajo de él.

#### Tumbas

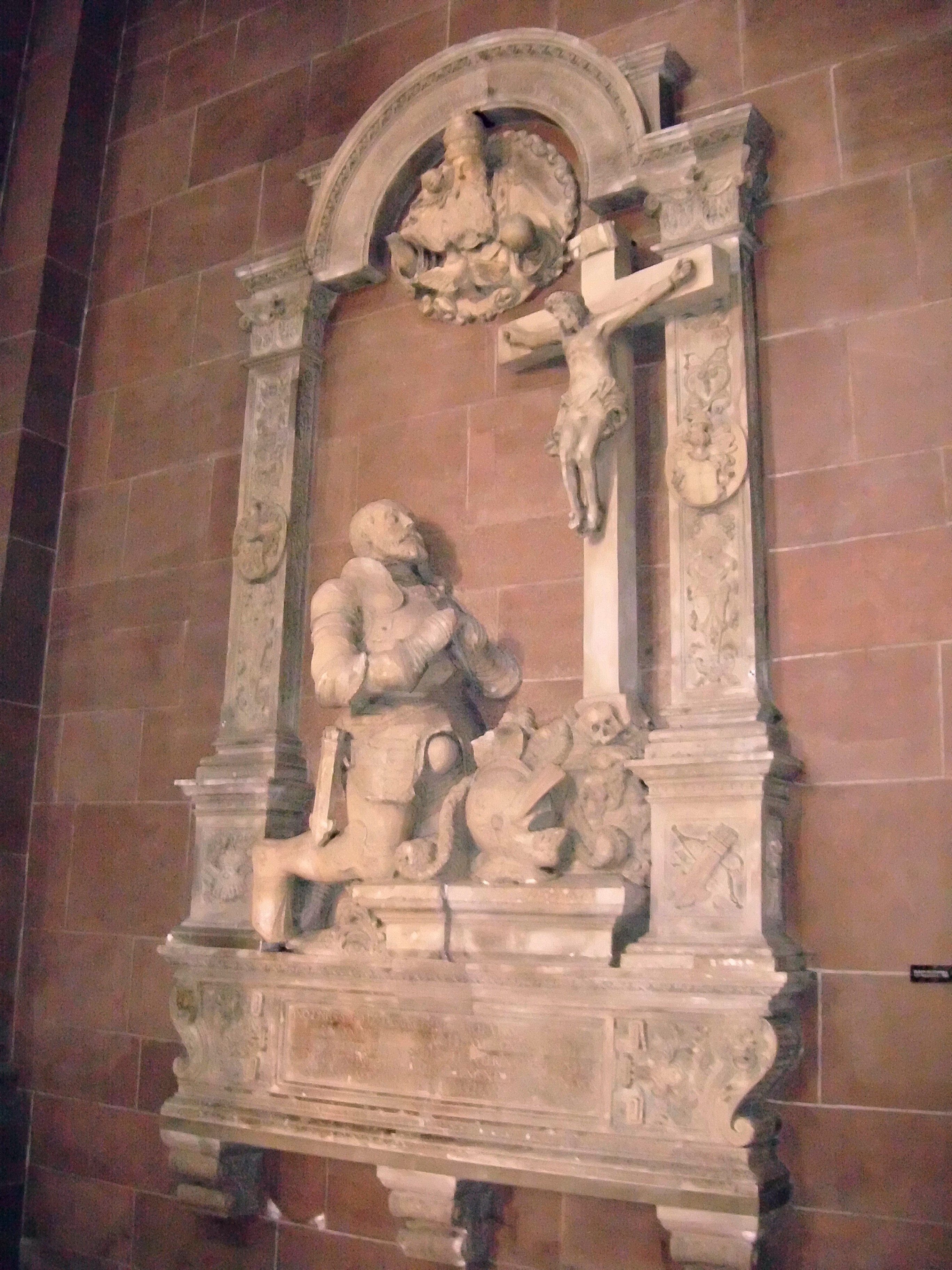
Monumento funerario del canónigo Eberhard de Heppenheim genannt vom Saal († 1559)

Hay una serie de tumbas, monumentos, lápidas mortuorias y sepulturas en la catedral, incluyendo:
- Burcardo II, también Bucco o Buggo (m. 1149), obispo de Worms y constructor de la fachada oeste de la catedral.
- Landolf de Hoheneck (m. 1247), obispo de Worms, epitafio póstumo de 1756
- Reinbold Beyer de Boppard (m 1364), hermano del obispo Dietrich Bayer
- Johannes de Heppenheim (m. 1555)
- Eberhard de Heppenheim (m. 1559), canónigo, sobrino del diácono de Espira
- Dietrich de Bettendorf (1518–1580), diácono y obispo de Worms
- Philipp de Rodenstein (1564–1604), obispo de Worms
- Georg de Schönenberg (1530–1595), obispo de Worms, donante del altar de san Jorge de su tumba
- Wilhelm de Efferen (1563–1616), obispo de Worms
- Franz Rudolph de Hettersdorf (1675–1729), canónigo y donante del altar de san Nicolás
- Johann Adam de Hoheneck (m. 1731), diácono de Worms
- Christoph Jodok de Ketteler (1661–1735), canónigo
- Franz Carl Friedrich de Hohenfeld (1696–1757), diácono
- Johann Franz Jakob Anton de Hoheneck (1686–1758), canónigo de Worms, diácono de Maguncia

### Capilla de san Nicolás

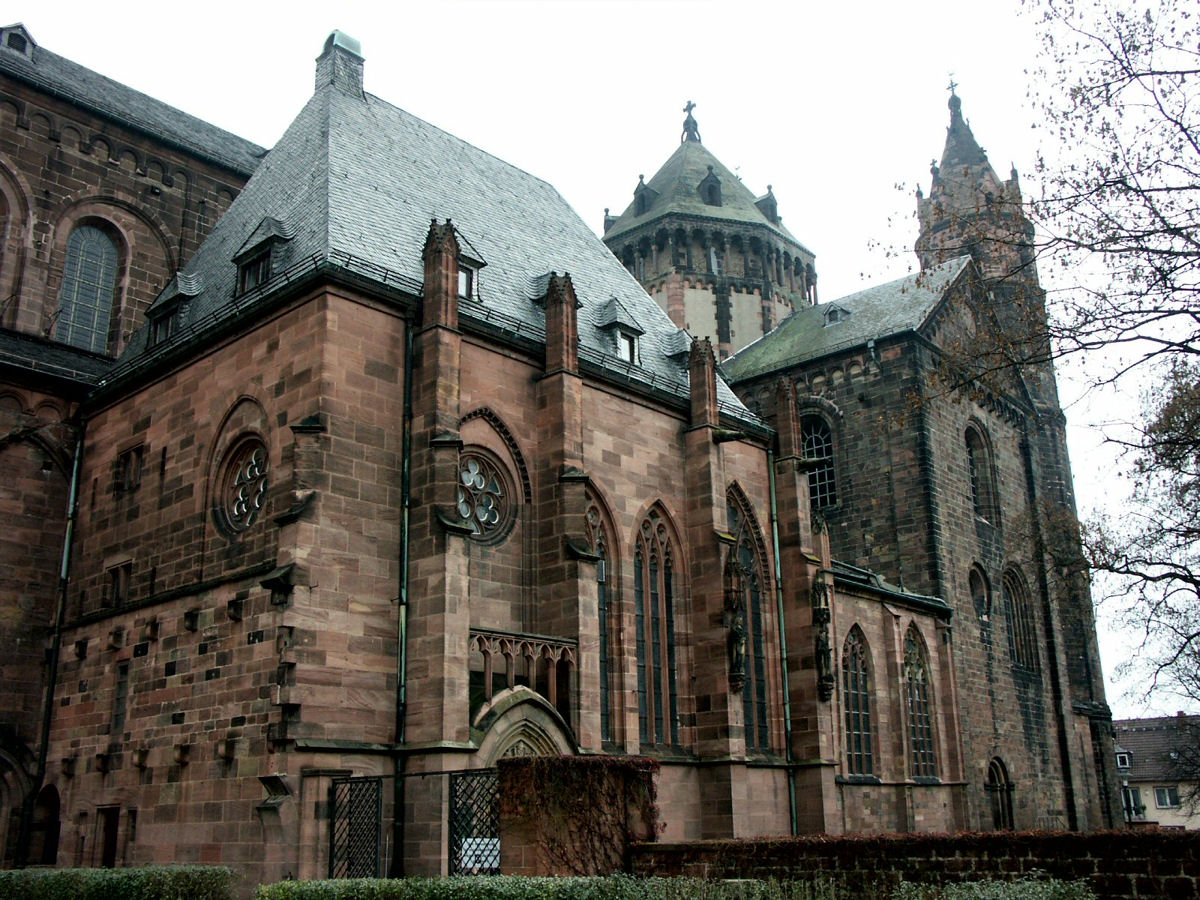
Capilla de san Nicolás, exterior

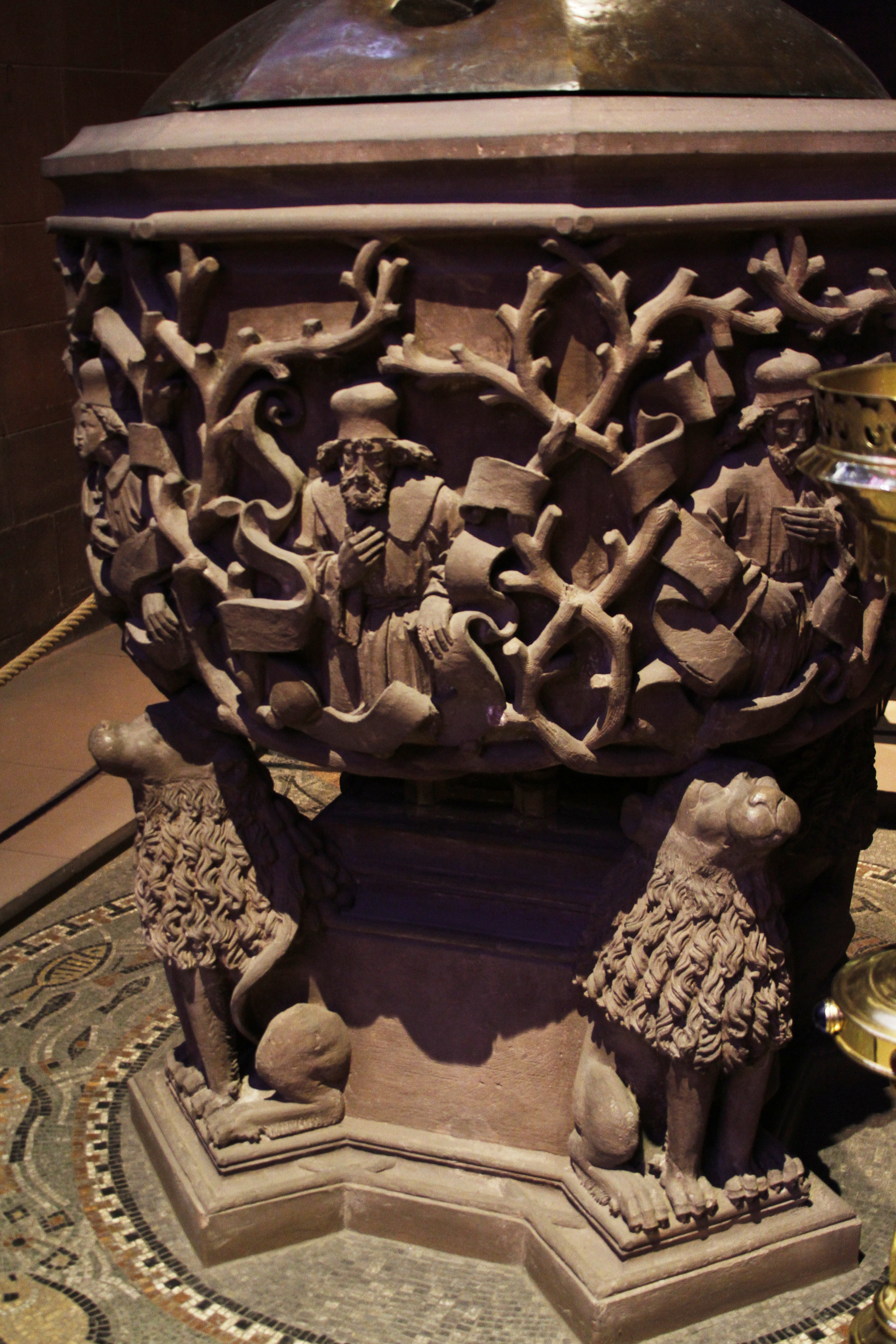
Pila bautismal de piedra en la capilla de san Nicolás

En el curso del tercer período de construcción, se construyó una capilla de estilo románico temprano en honor de san Nicolás de Mira, que fue consagrada en 1058. Se conservan la inscripción de su consagración y el tímpano de la anterior entrada a la catedral, con una de las representaciones más antiguas de san Nicolás. Se usó aparentemente para almacenar una reliquia del santo, que se creía que había llevado la emperatriz Teófano desde Bizancio, en la época de su matrimonio con Otón II en 972.
La actual capilla de san Nicolás se construyó en el mismo lugar entre 1280 y 1315 en estilo gótico, con dos naves, inmediatamente al oeste del portal en el lado meridional de la catedral. En esa época, cuando san Nicolás aún estaba enterrado en Mira, su culto se extendió por todo Occidente y fue reverenciado como patrono de varios grupos y auxiliador en muchas materias. Esto puede explicar el tamaño inusual y la suntuosidad de la capilla. El jesuita y bolandista, Daniel Papebroch (1628–1714) vio la reliquia original de Worms de san Nicolás en 1660. Lo describió como un «hueso de dedo» del santo, que en aquella época se guardaba en la sacristía de la catedral, pero que previamente se había expuesto en su propia capilla. Afirma también que la reliquia de Worms siempre estaba inmersa en aceite, como la reliquia de san Nicolás en Bari hasta la actualidad. Papebroch también menciona una oferta de consagración suntuosa que aún existía de la reina Constanza de Sicilia (m. 1198) a san Nicolás. La antigua reliquia de san Nicolás se perdió en la destrucción producida durante la guerra de los nueve años. Al final del siglo XX, se adquirió una nueva, que se conserva una vez más en la capilla de san Nicolás, en un relicario moderno.

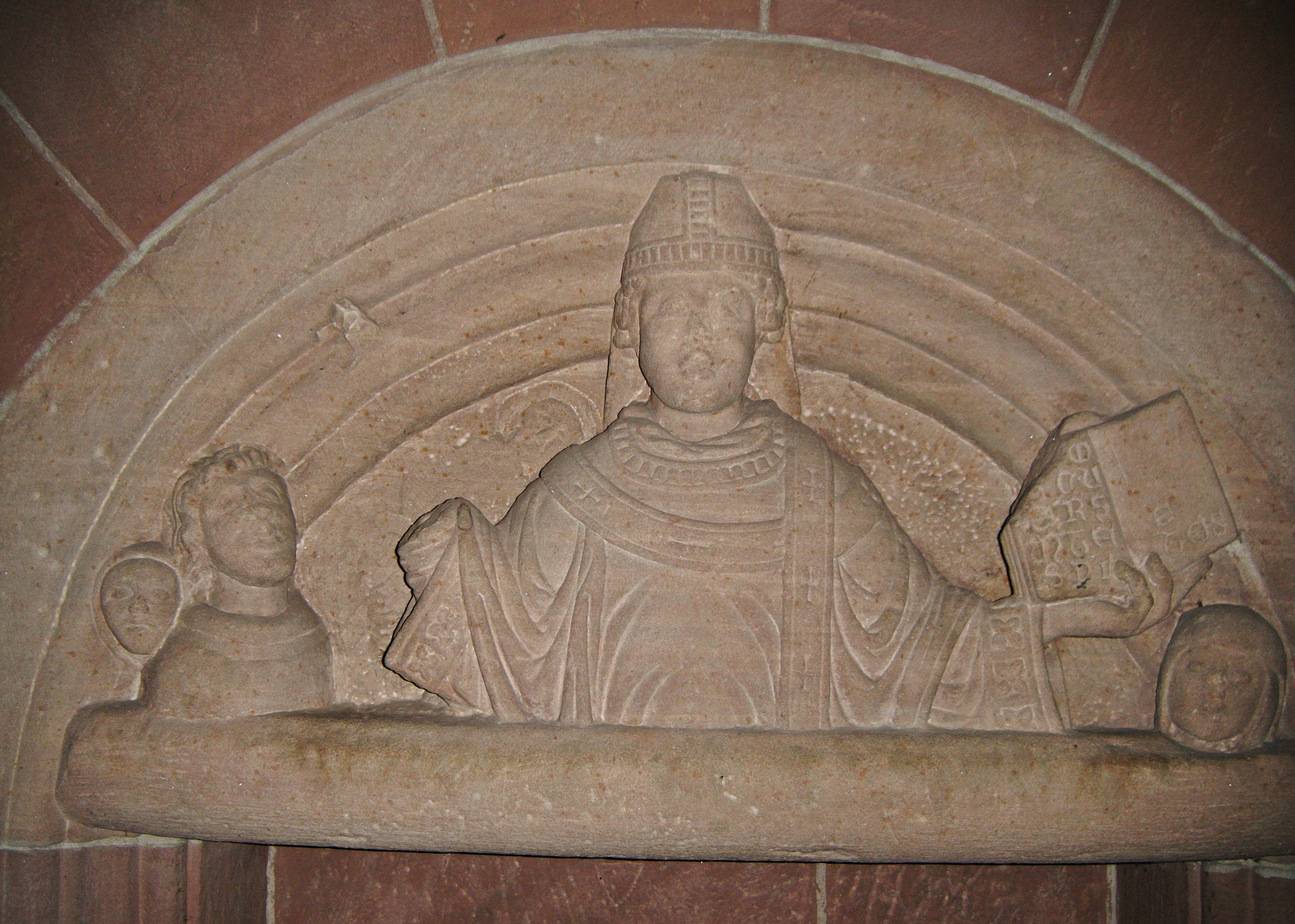
Tímpano románico de san Nicolás

La capilla fue originalmente parte de los claustros que se ubicaban inmediatamente al oeste y estaba tapado por ellos en la mitad de su longitud. Cuando los restos de los claustros se limpiaron finalmente en 1830, la estructura de la capilla quedó desequilibrada de manera que al final hubo que desmantelarla por completo en 1920/27, como el coro occidental unos pocos años después, instalar nuevos cimientos y reconstruirla de nuevo. En esta misma ocasión, también intentaron corregir las proporciones de la capilla que quedaban desgarbadas después de quitar los claustros, extendiéndolo al oeste por media bóveda. La actual entrada a la capilla, al sur, es de época moderna, pero su tímpano viene del portal que anteriormente llevada desde los claustros hasta la capilla.
Los adornos de la capilla de san Nicolás están formados hoy en día por piezas que procedían de otros contextos. El altar gótico tallado viene de la Alemania meridional y sólo se adquirió hace unas décadas. La pila bautismal, del gótico tardío, se encontraba originalmente en la iglesia de san Juan, que fue demolida en el siglo XIX, la representación gótica de tamaño casi natural de tres mujeres jóvenes estaba en una abadía cercana. Las ventanas de intenso rojo-azul sumergen la capilla en un crepúsculo casi místico. En el tejado muy elevado de la capilla, se alberga la colección de decoraciones arquitectónicas y escayolas de ellas, mientras que en el sótano está la calefacción central de la catedral. La capilla ahora sirve como capilla bautismal de la catedral y se usa para los servicios de entre semana. Así se ha apropiado de las funciones de la antigua iglesia de san Juan.

### Altar mayor

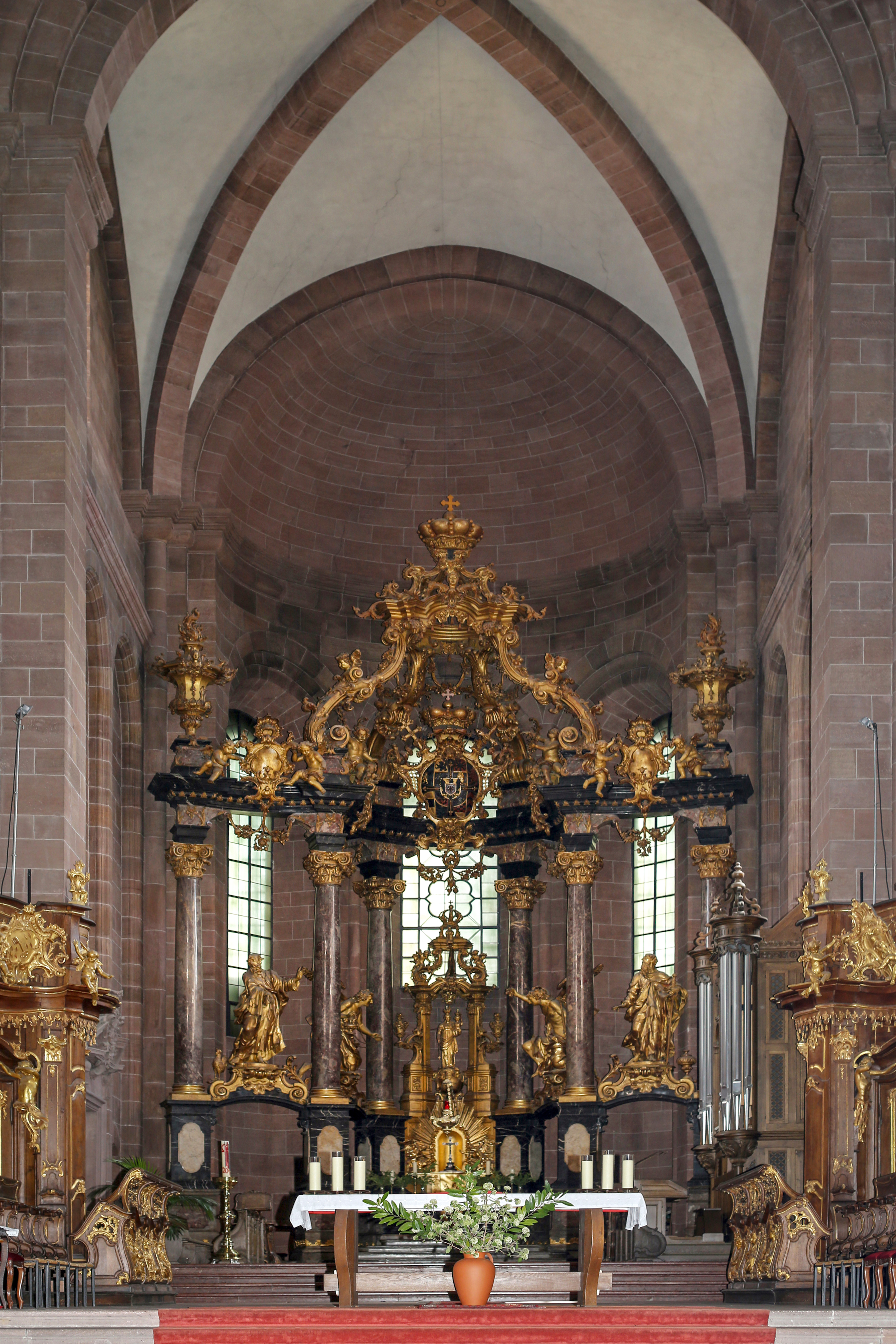
Altar mayor de Johann Balthasar Neumann

Francisco Luis de Neoburgo, príncipe-elector de Maguncia y príncipe-obispo de Worms, dejó suficiente dinero en su testamento para que se construyera un nuevo altar mayor. Su sucesor, el príncipe-obispo Franz Georg de Schönborn, le pidió a su hermano Friedrich, el obispo de Wurzburgo que le proporcionase al constructor Johann Balthasar Neumann para este proyecto. El último produjo el nuevo altar mayor en madera dorada y mármol multicolor.

## Órganos

### Órgano principal (Klais 1985)

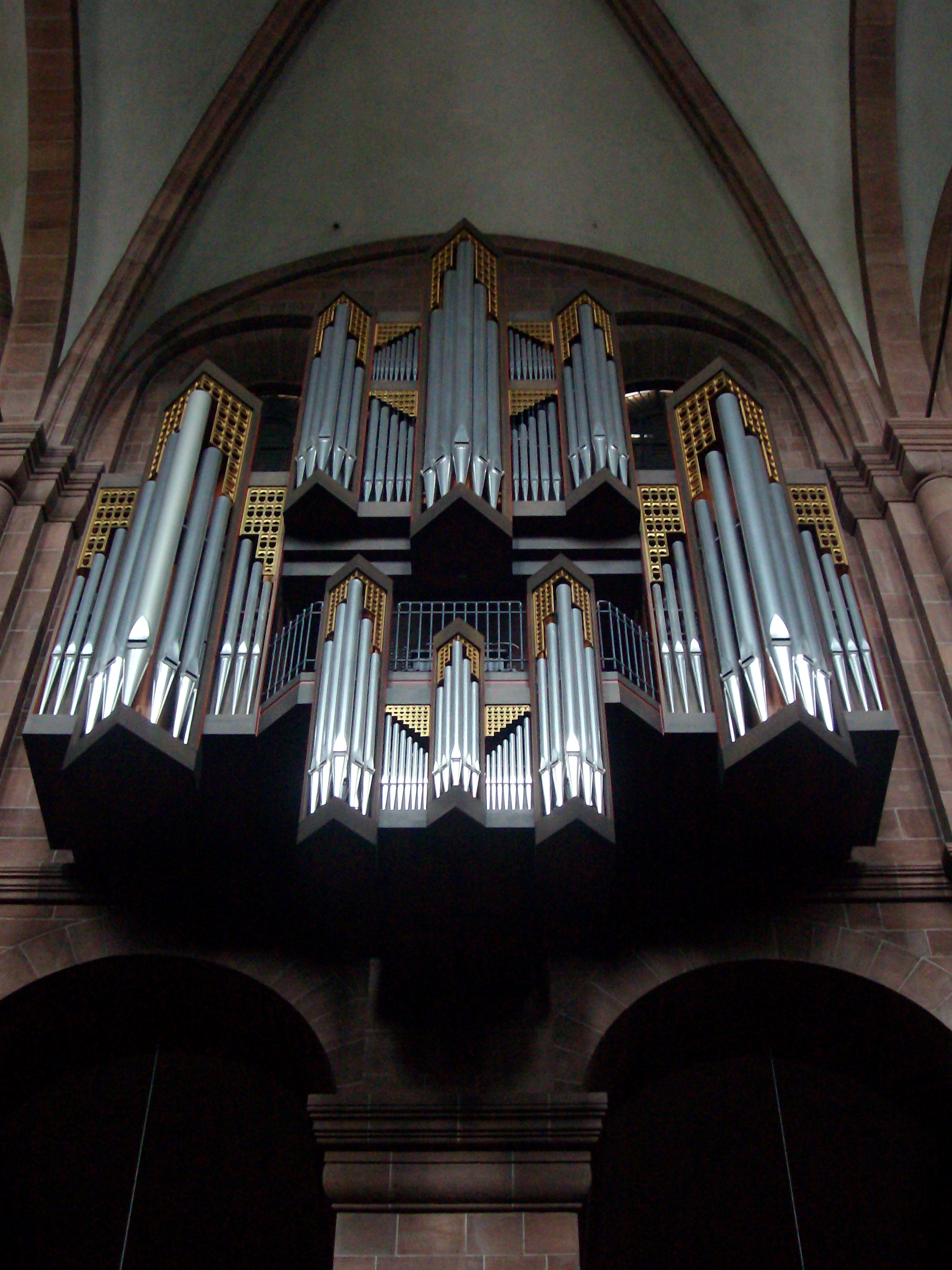
Órgano de tubos en nido de golondrina por Klais

Klais Orgelbau construyó un órgano de tubos en nido de golondrina con tres manuales y 34 registros en 1985, que fue ligeramente reorganizada y vuelto a afinar en 2007. La máquina tiene una acción de toque mecánico, la tracción mecánica es electrónico.

### Órgano del coro (Oberlinger 1996)

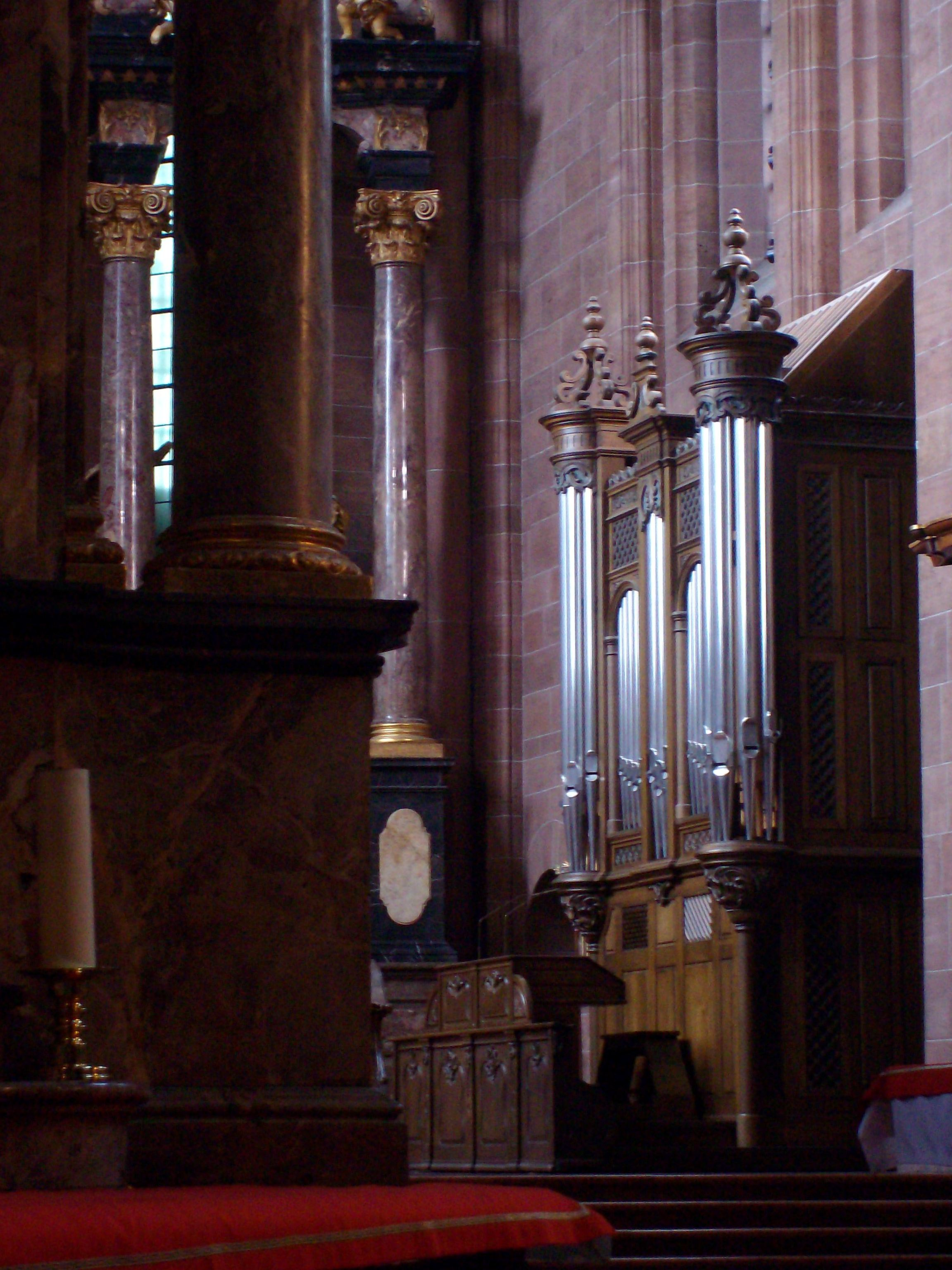
Órgano del coro por Oberlinger

Además, hay también un órgano de coro con una interpretación mecánica y tracción mecánica en el estilo del los órganos del coro de Aristide Cavaillé-Coll, que construyó Oberlinger en 1996. El rasgo especial del diseño de este órgano es que es extremadamente compacto por su disposición y al mismo tiempo, como el resultado de una construcción de tubos especialmente desarrollada por Oberlinger puede separarse unos 50 centímetros de la pared. Esta compacta estructura era necesaria de manera que la vista del suntuoso altar mayor desde la nave no estuviera oscurecida por el órgano. Se necesita una construcción especial de la toma de aire para lograr este tamaño pequeño. El diseño se hizo por el maestro organista y el arquitecto Wolfgang Oberlinger en estrecha colaboración con los conservadores y arquitectos de la diócesis. El órgano fue planeado por el taller Windesheim de Oberlinger en colaboración con el organista Daniel Roth. El instrumento fue afinado por Jean-Pierre Swiderski, un destacado experto sobre los diseños de Aristide Cavaillé-Coll.

## Campanas
Antes de la destrucción de Worms en 1689 durante la guerra de los nueve años, colgaban seis campanas en las cuatro torres de la iglesia. En 1728, la catedral recibió un nuevo tañido en seis partes. A lo largo de la secularización al final del siglo XVIII, estas campanas fueron confiscadas. Cuando la catedral se convirtió en una iglesia parroquial, cuatro campanas colgaban en la torre sureste, con las notas Si, Mi bemol, Sol bemol y La bemol. Quedaron destruidas por un bombardeo a finales de la Segunda Guerra Mundial.

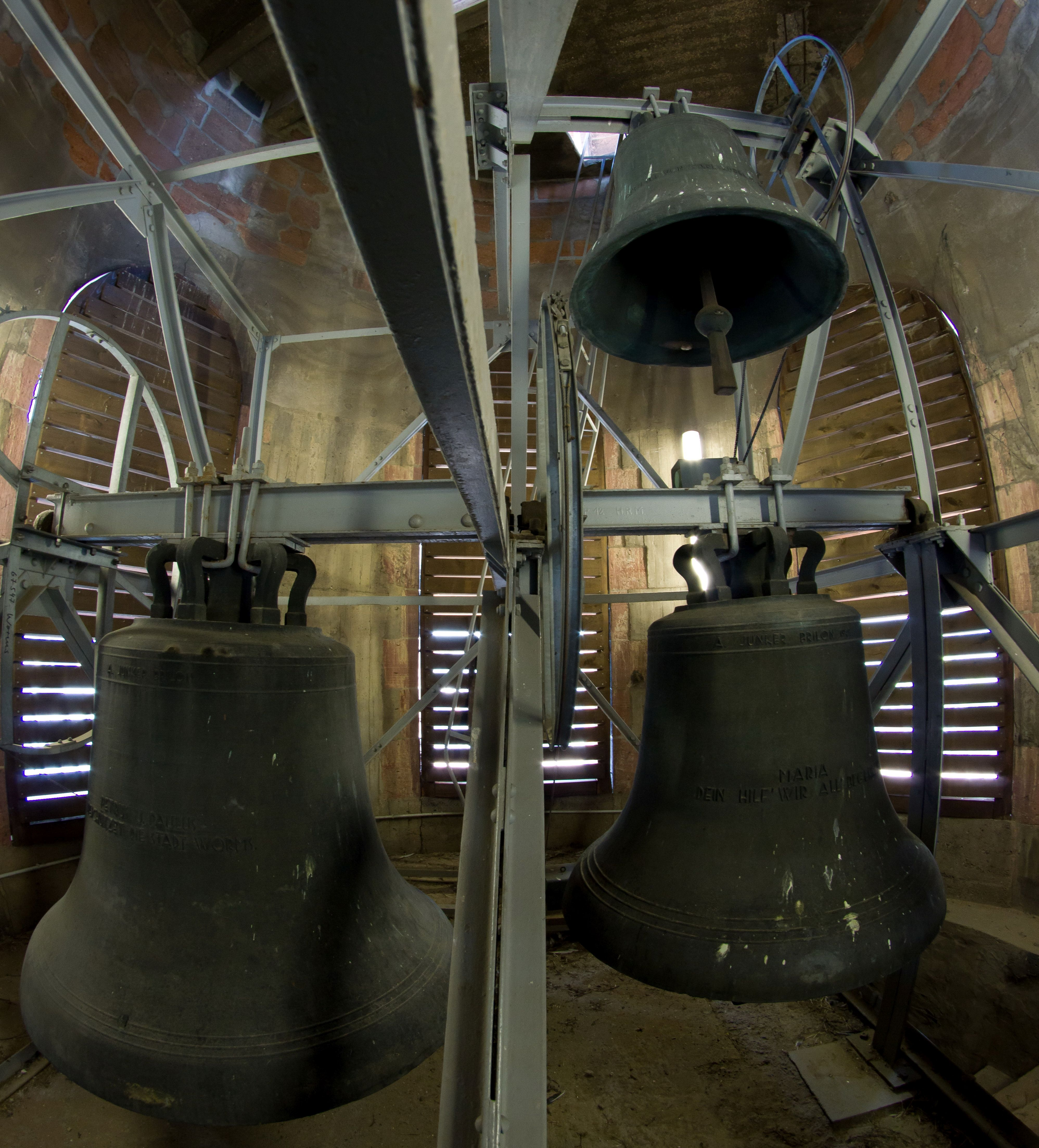
Izquierda abajo Pedro y Pablo, derecha abajo María, derecha arriba Hermano Conrado. (Tomada en 2015, antes de la instalación de las nuevas campanas)

Tres campanas se fundieron en 1949 por Albert Junker de Brilon para reemplazar al conjunto perdido, con las notas Do, Mi y Sol. Estaban hechas de un metal especial llamado «Briloner Sonderbronze» (una aleación de silicona y cobre libre de estaño). Estas recibieron el nombre de Pedro y Pablo (los santos patronos de la catedral), la Virgen María, y san Conrado de Parzham (conocida también como Hermano Conrado). Fueron consagradas en el Domingo de Pascua del año 1949 por el obispo de Maguncia, Albert Stohr, y se colgaron en la torre sureste.
Para conmemorar el milenario de la consagración de la catedral en 2018, se añadieron al grupo cinco nuevas campanas, y las antiguas campanas adquirieron nuevos badajos. Las adiciones estaban formadas por tres campanas más ligeras (con las notas Re, La y Si), una campaña de peso medio (con la nota Re) y una gran campana con la nota Si. Las nuevas campanas fueron afinadas para las notas de las otras campanas de la iglesia de la ciudad (incluyendo la iglesia de la Santísima Trinidad y la iglesia de san Magno) para crear un «repique de la ciudad» más grande cuando las campanas de las tres iglesias se tocan a la vez.
Todas las campanas fueron fundidas por la Fundición de Campanas Rincker, ubicada en Sinn (Hesse). Los nombres de las campanas y sus inscripciones fueron diseñados por el artista local Klaus Krier, y el primer toque oficial de todas las ocho campanas, seguida por el toque del «repique de la ciudad», tuvo lugar el sábado antes de Pentecostés, el 19 de mayo de 2018.
| N.º | Nombre                 | Año  | Fundidor       | Peso (kg) | Diámetro (mm) | Clave y Nominal | Inscripción (con traducción al español) | Tower      |
| --- | ---------------------- | ---- | -------------- | --------- | ------------- | --------------- | --- | ---------- |
| 1   | Amandus und Rupert     | 2018 | Rincker, Sinn  | 2855      | 1649          | B0 −4           | Heiliger Amandus – Patron der Stadt Worms und Heiliger Rupert – Großer Missionar – Heilige Bischöfe von Worms – Bittet für die Kirche und ihre Hirten San Amando - Patrón de la ciudad de Worms y san Ruperto - El gran misionero - Santo obispo de Worms - Rezad por la iglesia y sus ministros                                                               | Noreste    |
| 2   | Petrus und Paulus      | 1949 | Junker, Brilon | 2218      | 1580          | C1 −4           | Petrus und Paulus – beschützt die Stadt Worms Pedro y Pablo - Protector de la ciudad de Worms | Sureste    |
| 3   | Heinrich und Kunigunde | 2018 | Rincker, Sinn  | 1789      | 1405          | D1 −2           | Heiliger Heinrich und Heilige Kunigunde – Herrscher des römischen Reiches und Freunde Bischof Burchards – Betet für die, die uns regieren – um Frieden zwischen den Völkern San Enrique y santa Cunegunda - Gobernantes del (Sacro) Imperio romano gesrmánico y amigos del obispo Burcardo - Rezad por aquellos que nos gobiernan - por la paz entre el pueblo | Noreste    |
| 4   | Maria                  | 1949 | Junker, Brilon | 1114      | 1260          | E1 −2           | Maria – Dein Hilf wir all begehren. María - Por su ayuda, nosotros rezamos. | Sureste    |
| 5   | Bruder Konrad          | 1949 | Junker, Brilon | 0653      | 1060          | G1 −1           | Hl. Bruder Konrad – bitte für uns. Gestiftet von Karl Kübel und Ehefrau. Hermano san Conrado - Reza por nosotros. Donada por Karl Kübel y su esposa. | South-East |
| 6   | Petrus Faber SJ        | 2018 | Rincker, Sinn  | 0556      | 0947          | A1 −1           | Heiliger Petrus Faber SJ – Kämpfer für Versöhnung und Ökumene – „Dass alle eins seien“ – Um die Einheit der Kirche San Pedro Fabro - Lucha por la reconciliación y el ecumenismo - «Que todos sean solo uno» - Por la unidad de la iglesia | Sureste    |
| 7   | Heribert               | 2018 | Rincker, Sinn  | 0473      | 0880          | B1 −1           | Heiliger Heribert – Bischof – Kanzler – Freund der Armen – Dass wir die Armen und Schwachen nicht vergessen – Bitte für uns San Heriberto - Obispo - Canciller - Amigo de los pobres - Que no olvidemos a los pobres y los débiles - Reza por nosotros | North-East |
| 8   | Hanno von Worms        | 2018 | Rincker, Sinn  | 0297      | 0751          | D2 +1           | Heiliger Hanno von Worms – Frommer Ordensmann und weiser Bischof – Bitte für unsere Kranken und die Sterbenden San Hanno de Worms - Pío, religioso y sabio obispo - Ruega por nuestros enfermos y moribundos | Noreste    |

## La catedral de Worms en la saga de los nibelungos
Un episodio del Cantar de los nibelungos se desarrolla en el portal de la catedral. Las reinas rivales Brunilda y Krimilda disputan sobre cuál de sus dos esposos, (Sigfrido o Gunther) tiene mayor rango, y por lo tanto, cuál de ellos debe entrar primero a la catedral. Es un episodio clave que llevará a la muerte de Sigfrido y a la destrucción de los nibelungos.
El portal en cuestión estaba en el lado norte de la catedral y estaba considerablemente más elaborado antes de ser destruido en 1689.
En relación con este episodio, la Nibelungenfestspiele se ha representado en un escenario exterior en frente de la catedral desde 2002.